# Alfaria

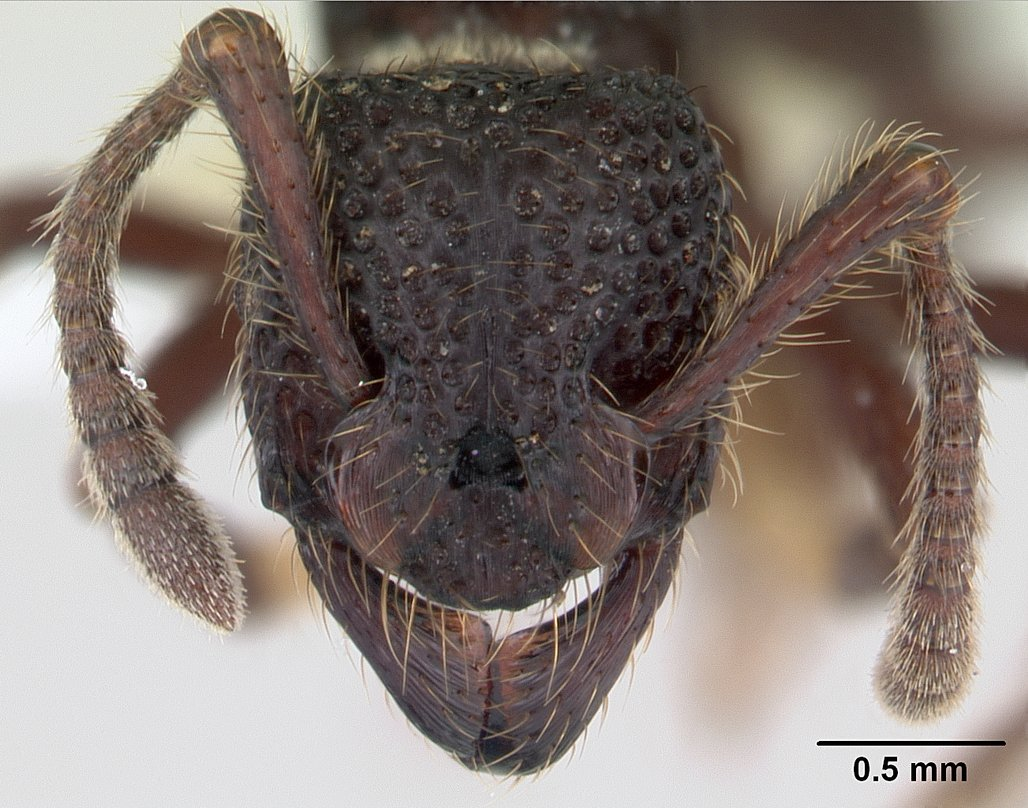
Alfaria simulans

Alfaria (лат.) — род муравьёв подсемейства Ectatomminae.

## Описание
Голова субквадратная; затылочная доля обычно присутствует; лобный киль широко расширен латерально; ряд прочных волосков на основании передних лапок напротив стригиля присутствует; промезонотальный шов отсутствует или слабо вдавлен, никогда не прерывает скульптуру дорсальной мезосомы; дыхальце петиоля направлено прямо вентрально и погружено в ямку; второй брюшной (IV абдоминальный) стернит обычно сильно редуцирован, так что брюшко направлено вентрально и вперёд. Усики рабочих и самок 12-члениковые (у самцов 13). Жало развито.

## Распространение
Неотропика.

## Систематика
Включает около 10 видов, которых ранее с 1958 года включали в состав рода Gnamptogenys. В 2022 году род Gnamptogenys был разделён на несколько: Alfaria + Gnamptogenys + Holcoponera + Poneracantha + Stictoponera.
- Alfaria caelata (Kempf, 1967) (Аргентина, Бразилия, Колумбия, Парагвай)
  - = Gnamptogenys soror Kempf & Brown, 1968[6]
- Alfaria falcifera (Kempf, 1967) (Французская Гвиана, Перу, Венесуэла)
- Alfaria fieldi (Lattke, 1990) (Венесуэла)[7]
- Alfaria minuta Emery, 1896 (Боливия, Бразилия, Колумбия, Коста-Рика, Эквадор, Французская Гвиана, Гватемала, Гайана, Гондурас, Мексика, Панама, Перу, Суринам)[8]
  - = Alfaria carinata Weber, 1940
  - = Alfaria emeryi Forel, 1901
  - = Alfaria mus Santschi, 1931
  - = Alfaria panamensis Weber, 1940
  - = Gnamptogenys pneodonax Kempf, 1968
  - = Opisthoscyphus scabrosus Mann, 1922
- Alfaria petiscapa (Lattke, 1990) (Венесуэла)[7]
- Alfaria piei (Dias & Lattke, 2019) (Бразилия)[9]
- Alfaria simulans Emery, 1896 (Коста-Рика, Эквадор, Гватемала, Гондурас, Гондурас, Мексика, Панама)
  - = Alfaria bufonis Mann, 1926
- Alfaria striolata Borgmeier, 1957 (Бразилия)
- Alfaria vriesi (Brandão & Lattke, 1990) (Эквадор)